# المتحلق الجنوبي
جسر المتحلق الجنوبي أو كما يسمى رسمياً طريق الرئيس حافظ الأسد هو جسر سيارات أسمنتي يقطع جنوب العاصمة السورية دمشق من أقصى الجنوب الغربي إلى أقصى الشمال.
بدأت الدراسات الهندسية للمشروع في نهاية الستينات من القرن الماضي. لإنشاء جسر يختصر المسافات بين محافظات الجنوب السوري وطريق دمشق حلب الدولي حيث كان المسافر قديماً يضطر للدخول ضمن العاصمة من أجل الوصول للطريق الدولي.
في عام 1968 تم التعاقد مع المهندس الفرنسي ميشيل إيكوشار والياباني بانشويا لإعداد مخطط تنظيمي جديد لمدينة دمشق. تتضمن تخطيط لطريق يربط أوتستراد درعا دمشق الدولي مع أوتستراد دمشق حلب الدولي وتم وضع كافة الدراسات الهندسية والفنية للمشروع على أن يكون الجسر الجديد طريقاً سريعاً خالي تماماً من أي إشارة ضوئية لكن لم يتم الإقلاع به حتى عام 1980 لعدة أسباب اقتصادية وسياسية.
في عام 1985 تم وضع القسم الأول من الطريق بالخدمة وهو القسم الواقع بين حي الميدان وطريق مطار دمشق الدولي.
توقف العمل بالجسر بنهاية الثمانينيات لأسباب قضائية واقتصادية ليعاود المشروع الإقلاع في منتصف العام 2006 ويتم استكمال عدة مقاطع في المخطط الموضوع منها عقدة زملكا وعقدة القابون وعقدة حرستا وعقدة جسر الكباس ليوضع المتحلق الجنوبي بالخدمة بشكل شبه كامل بنهاية عام 2010.